# Poppo von Aquileia

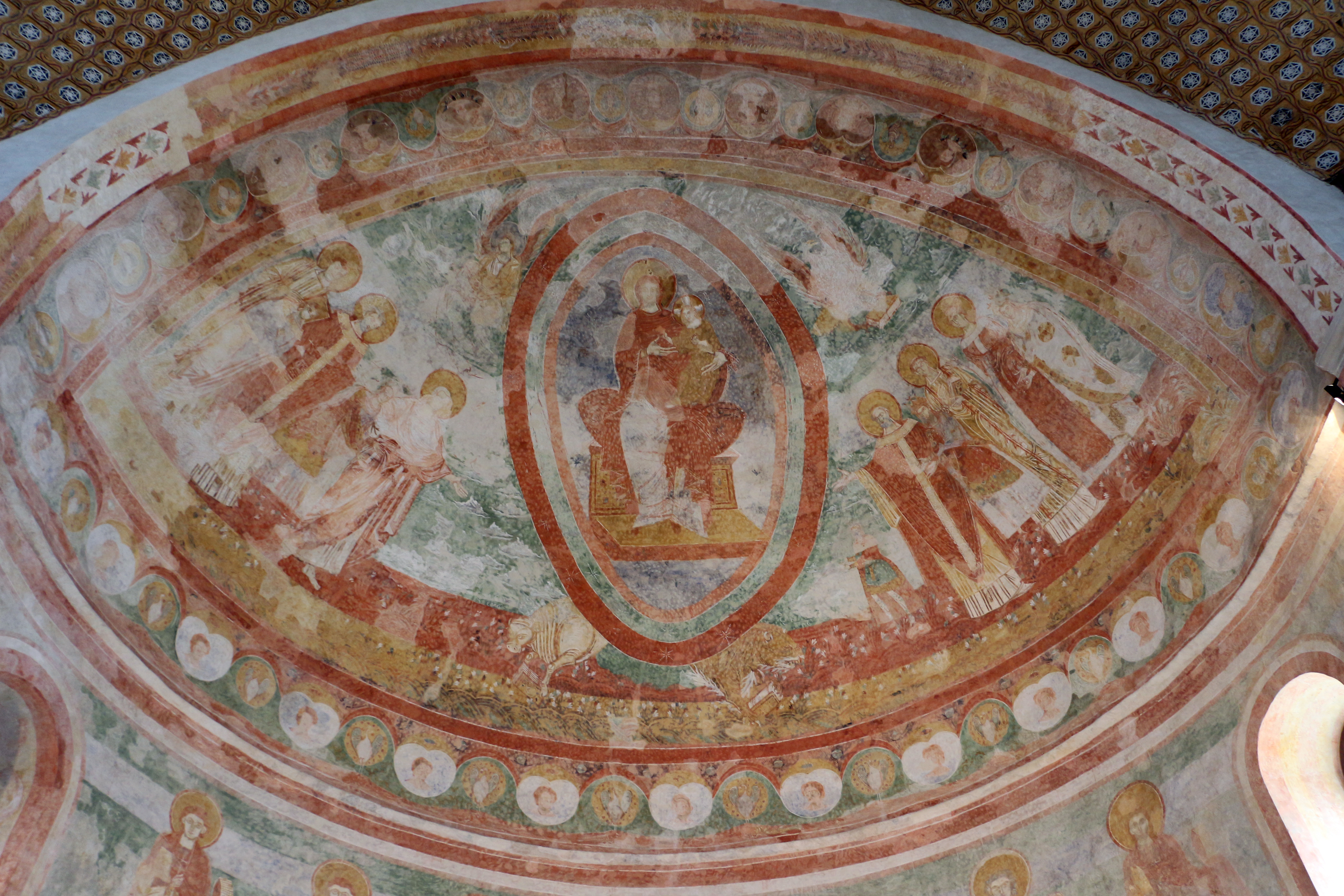
Fresken in der „Patriarchenbasilika“, links am Rand ist Poppo mit dem rechteckigen Nimbus der Stifter, stark verkleinert dargestellt. Die Fresken entstanden möglicherweise vor 1031.

Poppo von Aquileia oder auch fälschlicherweise Wolfgang von Treffen (* vor 1004; † 28. September 1042) war von 1019 bis 1042 Patriarch von Aquileia. Er war ein enger Vertrauter und Berater von Kaiser Konrad II. und versuchte im Kampf gegen Venedig das Patriarchat von Grado in zwei Angriffen seinem Herrschaftsgebiet einzuverleiben. Zugleich war er Gründer der Basilika von Aquileia sowie eines Nonnenklosters. Zudem erhielt er als einer der ersten Kirchenfürsten das Privileg, eigene Münzen zu prägen.

## Herkunft
Nach einer umstrittenen Überlieferung war Poppo ein Sohn von Otakar IV., Graf im Kärntner Kroatengau, aus dem Geschlecht der Traungauer Otakare. Poppo, der zumindest in einem Fall auch „Wolfgang“ genannt wurde, hatte einen Bruder namens Ocinus, der als Graf von Cordenons im Friaul erscheint, aber auch des Zeidlergaus in Bayern. Die Brüder gehörten demnach der Familie Treffen an, die ihre Burg nördlich von Villach hatte. Dem widersprach Pio Paschini bereits 1913, der Poppo eine bayerische Abstammung zuwies. Diese Abstammung wiederum wies Heinz Dopsch zurück, der Poppo für einen Sprössling der Ottokare von Steyr in Oberösterreich hielt.
Der Vater Poppos hieß Oci, auch Ozi, Otger, Otakar, Otachar genannt. In einem Dokument des Jahres 994 wird er als „comes et missus“ König Ottos III. genannt, aber auch „Waltpotus“ (Gewaltbote) in Kärnten. Seine Mutter nannte sich Irenburg, erscheint aber auch als Glismod. Oci gehörte zu den Großen des Reiches und besaß Güter in Bayern, der Steiermark, in Kärnten und im Regnum Italiae. Dies mag zur Unsicherheit hinsichtlich der geographischen Herkunft Poppos beigetragen haben.
Eine zentrale Rolle für die Familie kam dem Kloster Ossiach am namensgebenden See zu. Dieses war von Poppos Vorfahren gegründet und von Poppo 1028 abgelöst worden. Von da an gehörte das Kloster etwa zwei Jahrhunderte lang zu den Pertinenzien des Patriarchats Aquileia.

## Patriarch
Wahrscheinlich war Poppo der jüngere Sohn. Er wurde wohl in den letzten Monaten des Jahres 1019 zum Patriarchen erhoben, nachdem sein Vorgänger Johannes am 19. Juni gestorben war. Die Erhebung des sehr jungen Poppo geschah auf Wunsch Kaiser Heinrichs II., mit dem er womöglich verwandtschaftliche Bande aufwies. 1020 hielt sich Poppo gemeinsam mit Papst Benedikt VIII. zu Ostern am Hof in Bamberg auf. Bei dieser Gelegenheit stattete Heinrich den Patriarchen mit weitreichenden Immunitäten aus. So wurde Poppo zum königlichen missus mit entsprechenden Funktionen in dem erst kürzlich seiner Verantwortung übergebenen Gebiet. 1021 bis 1022 führte Poppo ein Heeresteil des Kaisers auf dessen Italienzug. Als der Kaiser 1024 starb, wurde er von dessen Nachfolger Konrad II. ebenso unterstützt.
Der bekannteste aber auch umstrittenste Vorgang war die Plünderung Grados, das gleichfalls die Würde eines Patriarchats beanspruchte. Dabei profitierte Poppo von der zeitweiligen Vertreibung des venezianischen Dogen Ottone Orseolo und seines Bruders Orso, des Patriarchen von Grado. Er brachte sich unter dem Vorwand, als Schutzherr zu handeln, in den Besitz des lagunaren Metropolitensitzes. Doch soll er bald seine Versprechen vergessen haben, und es kam zur Plünderung der Kirchen, zur Entführung von Reliquien, zum Mord an Mönchen und zur Vergewaltigung von Nonnen. Diese Beschreibungen gehen allerdings auf Briefe von Päpsten zurück, die Poppo feindlich gesinnt waren, nämlich von Johannes XIX. und von Benedikt IX. Poppo sah sich gezwungen, im Dezember 1024 Grado aufzugeben, da Venedig ihn militärisch unter Druck setzte. Doch gab er keinesfalls auf, sondern nutzte die Anwesenheit Konrads in Italien, der sich in Rom zum Kaiser krönen ließ, um auf einem dort einberufenen Konzil im April 1027 seine Herrschaft über Grado durchzusetzen. Dabei berief er sich auf das Konzil von Mantua, das genau zwei Jahrhunderte zuvor die Oberherrschaft Aquileias über Grado anerkannt hatte. In Abwesenheit des Patriarchen von Grado widerrief Johannes XIX. die Entscheidung vom Dezember 1024 und unterstellte Poppo die „Gradensis plebs“. Der Gradeser Titel sollte in dem von Aquileia aufgehen. Doch weder Poppo noch seinen Nachfolgern gelang es, Grado zu unterwerfen, trotz eines zweiten Überfalls gegen Ende seines Lebens im Jahr 1042. Dieser zweite Überfall wird wiederum nur in einem Privileg Papst Benedikts IX. für den Patriarchen von Grado genannt.

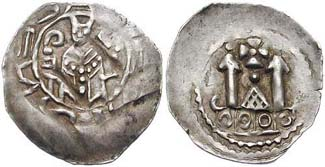
Münze eines der Nachfolger Poppos aus dem 12. Jahrhundert

Der massive Widerstand Venedigs lag nicht so sehr in der Unterstützung für ein eigenständiges Patriarchat Grado, sondern in der Sicherung der Kontrolle über dessen Suffraganbistümer in Venedigs Interessensphäre. Poppos Ehrgeiz, sich das gesamte Patriarchat Grado einschließlich seiner Suffraganbistümer zu unterstellen, löste also den umfassenden Konflikt aus. Zu diesen Bistümern gehörten nicht nur diejenigen im unmittelbar venezianischen Gebiet, sondern auch die auf Istrien, wo Venedig gleichfalls die Herrschaft beanspruchte, obwohl es sich um Reichsgebiet handelte.
Trotz dieses letztlich fruchtlosen Kampfes war Poppo in seinem Amt durchaus erfolgreich. 1027 erhielt er vom Kaiser in Verona die Bestätigung seiner rechtlichen Immunitäten, die auf Karl den Großen zurückgingen. Diese waren jedoch durch Adalbero von Eppenstein, Herzog von Kärnten und Markgraf von Verona, bestritten worden. Zwischen September und Oktober 1028 erhielt er von Konrad II. das Recht Münzen zu prägen. Zugleich erhielt er die Ausübung kaiserlicher Rechte im gesamten Friaul, aber auch im Gebiet zwischen Livenza und Isonzo, womit venezianische Rechte bedroht waren. 1034 steigerte Konrad diese anti-venezianische Privilegierung, indem er Poppo entsprechende Rechte zwischen Livenza und Piave einräumte. Dies alles war nur durch die enge Verbindung mit dem Kaiserhaus und dessen imperialer Politik möglich, was aber auch entsprechende kompensatorische Dienste verlangte, bzw. deren Folge war. So reiste Poppo häufig zwischen Friaul, den deutschen Landen und dem Regnum Italiae sowie dem Rest der Halbinsel, um die entsprechenden Allianzen und Beziehungen aufrechtzuerhalten. Dem dienten auch der Austausch von Reliquien, wie mit Meinwerk von Paderborn, seinem Onkel, aber auch mit dem bayrischen Kloster Benediktbeuern.

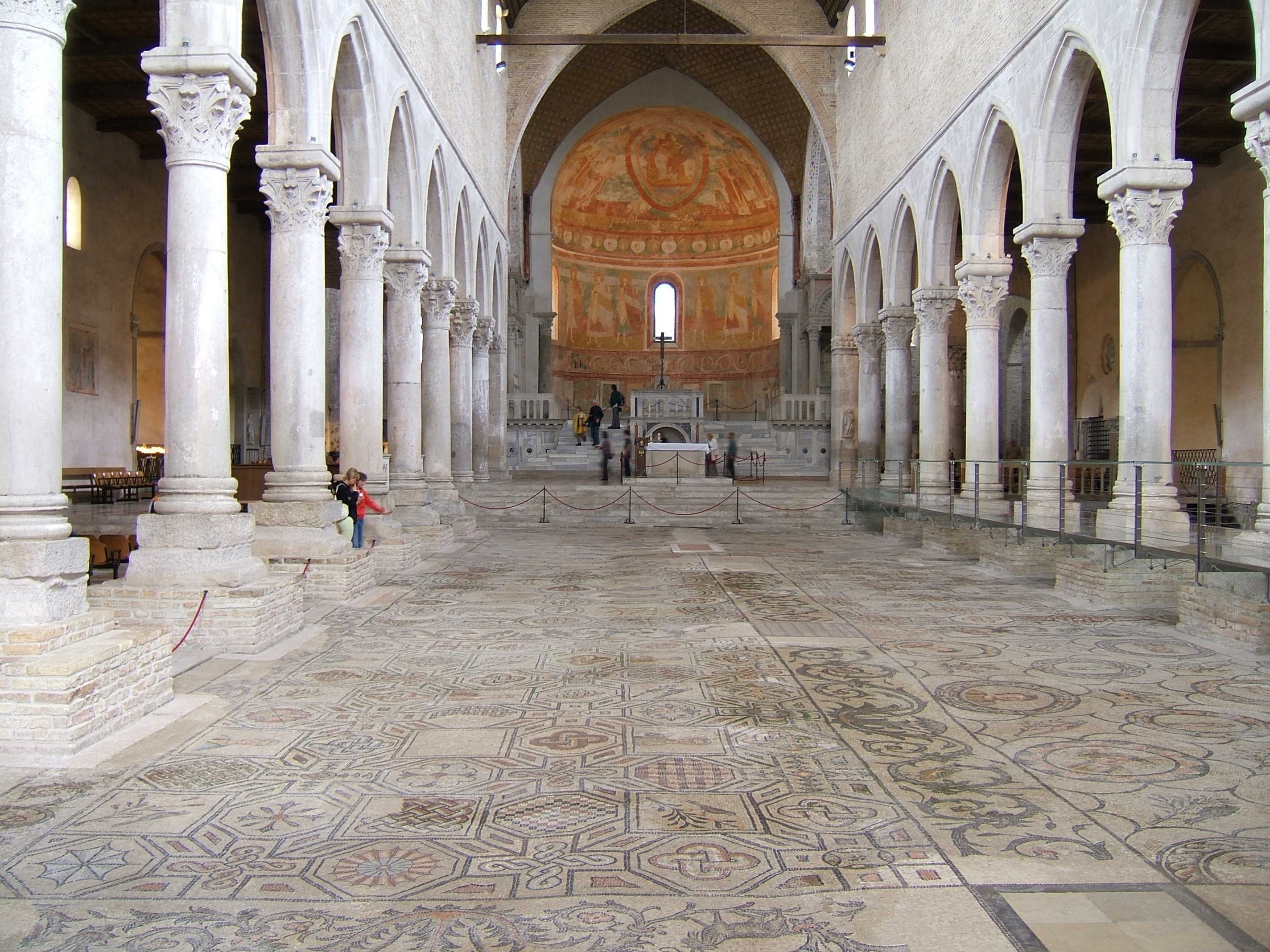
Das Hauptschiff der Basilika von Aquileia mit Blick in die Apsis, fotografiert 2007

In seiner Amtszeit wurde die Basilika von Aquileia errichtet. Diese wurde 1031 restauriert und geweiht. In den Fresken in der Apsis wurde der Patriarch, kenntlich gemacht als Gründer durch einen rechteckigen Nimbus, neben den Angehörigen der kaiserlichen Familie dargestellt. Ausweislich eines einzelnen erhaltenen Exemplars einer Münze wurden auch die Gesichtszüge des Kaisers eingraviert. Um den liturgischen Dienst aufrechtzuerhalten, bestand ein Kapitel von 50 Kanonikern. All dies diente auch dem ideologischen Kampf gegen das Patriarchat von Grado, aber auch der Sorge für die geistlichen Aufgaben von Kirchen und Klöstern. Poppo agierte dabei im Vorfeld der kirchlichen Reformen des 11. Jahrhunderts. Die Gründung des Benediktinerinnenklosters S. Maria di Aquileia, von der 1036 in einer Quelle berichtet wird, geht wohl gleichfalls auf Poppo zurück.
Im Winter 1037 kam es zu Spannungen mit Konrad II., die jedoch bald überwunden wurden. Poppo hatte der Flucht des Erzbischofs von Mailand zugestimmt, der vom Kaiser gefangengesetzt und der Verantwortung des Patriarchen und des Herzogs von Kärnten überantwortet worden war. Zwar erhielt Poppo von Konrads Nachfolger Heinrich III. eine Bestätigung seiner Rechte sowie eine weitere territoriale Ausweitung in Carniola (1040), doch blieb das Verhältnis distanzierter. Vielleicht mit Heinrichs Zustimmung erfolgte der zweite Angriff auf Grado, doch wendete sich die Situation zu dessen Gunsten, nachdem Poppo am 28. September 1042 gestorben war. 1044 wurde Grado wiederum von Benedikt IX. mit seinen überkommenen Rechten ausgestattet, wobei der Papst ein düsteres Bild von Poppo zeichnete, 1053 erhielt die Stadt von Papst Leo IX. den Titel „Nova Aquileia“, während der Patriarch von Aquileia nur noch als „Foroiuliensis antistes“ bezeichnet wurde. Heinrich verfolgte eine Politik der Aussöhnung mit Venedig zu Lasten Aquileias.

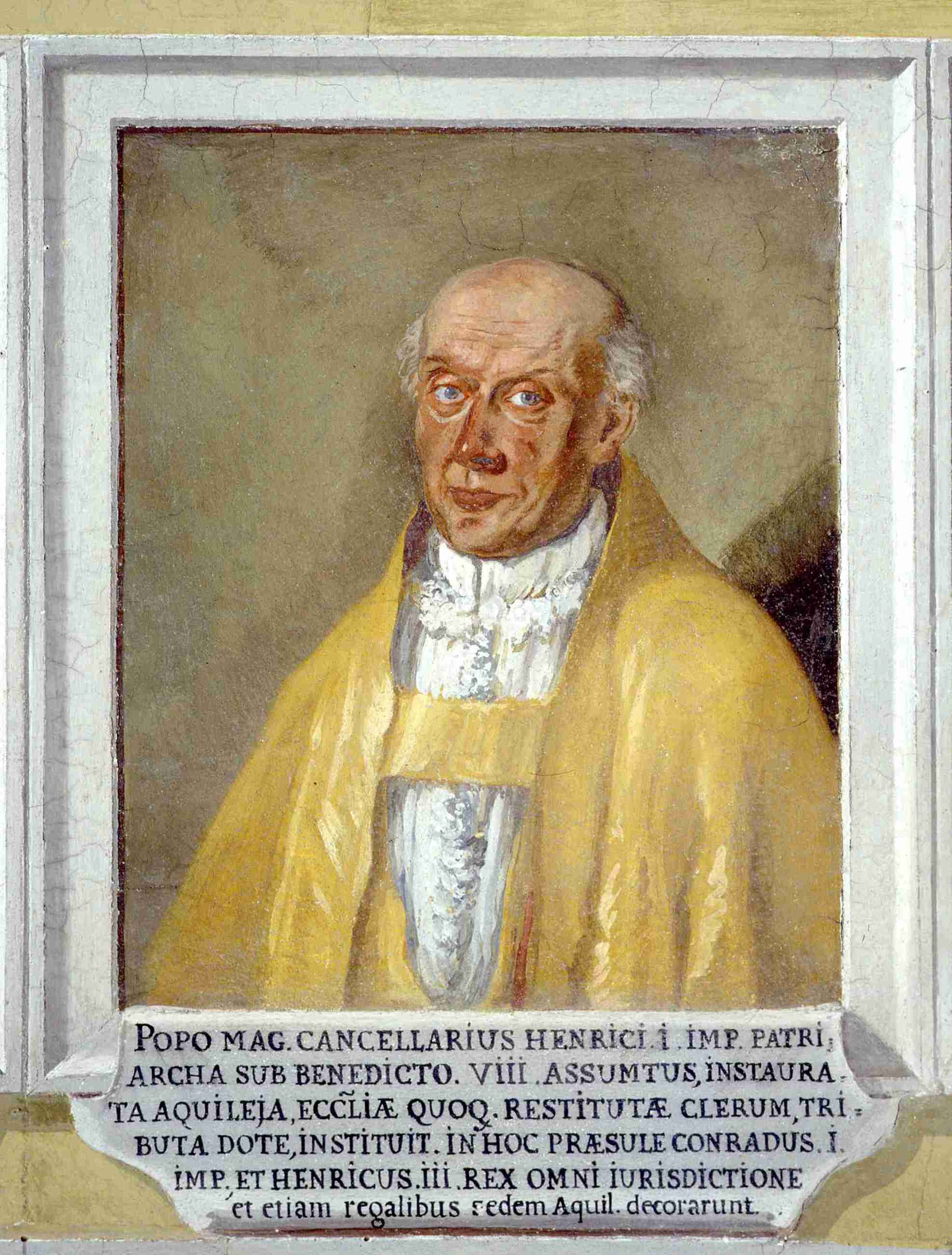
Idealporträt des Patriarchen im Thronsaal des Diözesanmuseums und der Tiepolo-Galerie in Udine mit der Beschreibung seiner Leistungen für das Patriarchat und des herrscherlichen Rückhalts

Poppo wurde in der von ihm gegründeten Basilika beigesetzt, wo das Grabmal erhalten blieb, wenn auch nur in Form einer späteren Kopie. Auch das ursprüngliche Epitaph wurde neu abgefasst (und erweitert), wohl im 16. Jahrhundert.